# Kanton Saint-Germain-du-Teil
Kanton Saint-Germain-du-Teil (francouzsky Canton de Saint-Germain-du-Teil) je francouzský kanton v departementu Lozère v regionu Languedoc-Roussillon. Tvoří ho sedm obcí.

## Obce kantonu
- Chirac
- Les Hermaux
- Le Monastier-Pin-Moriès
- Saint-Germain-du-Teil
- Saint-Pierre-de-Nogaret
- Les Salces
- Trélans